# Jeff Lorber

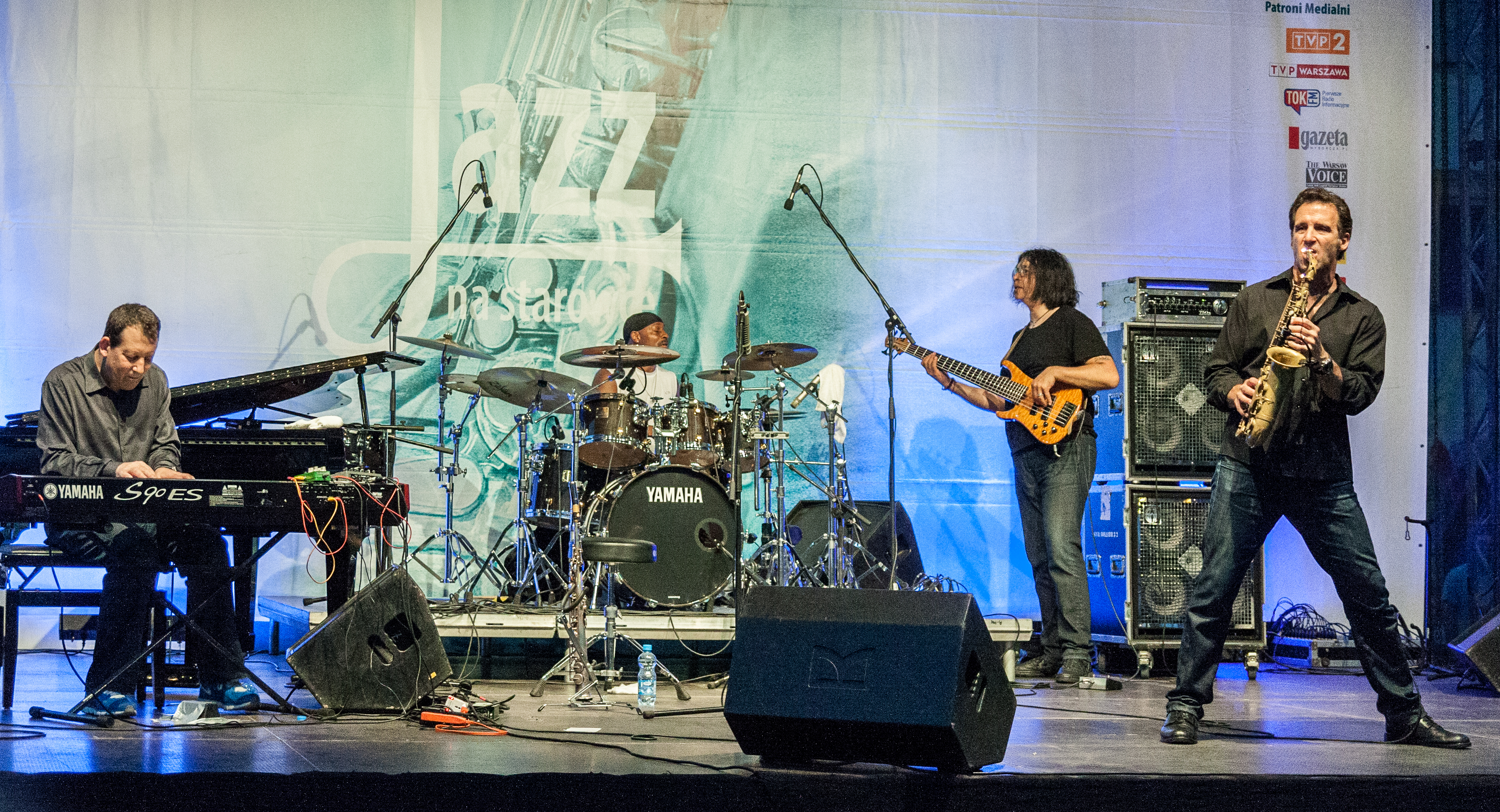
Jeff Lorber en Varsovia, Polonia, 2012.

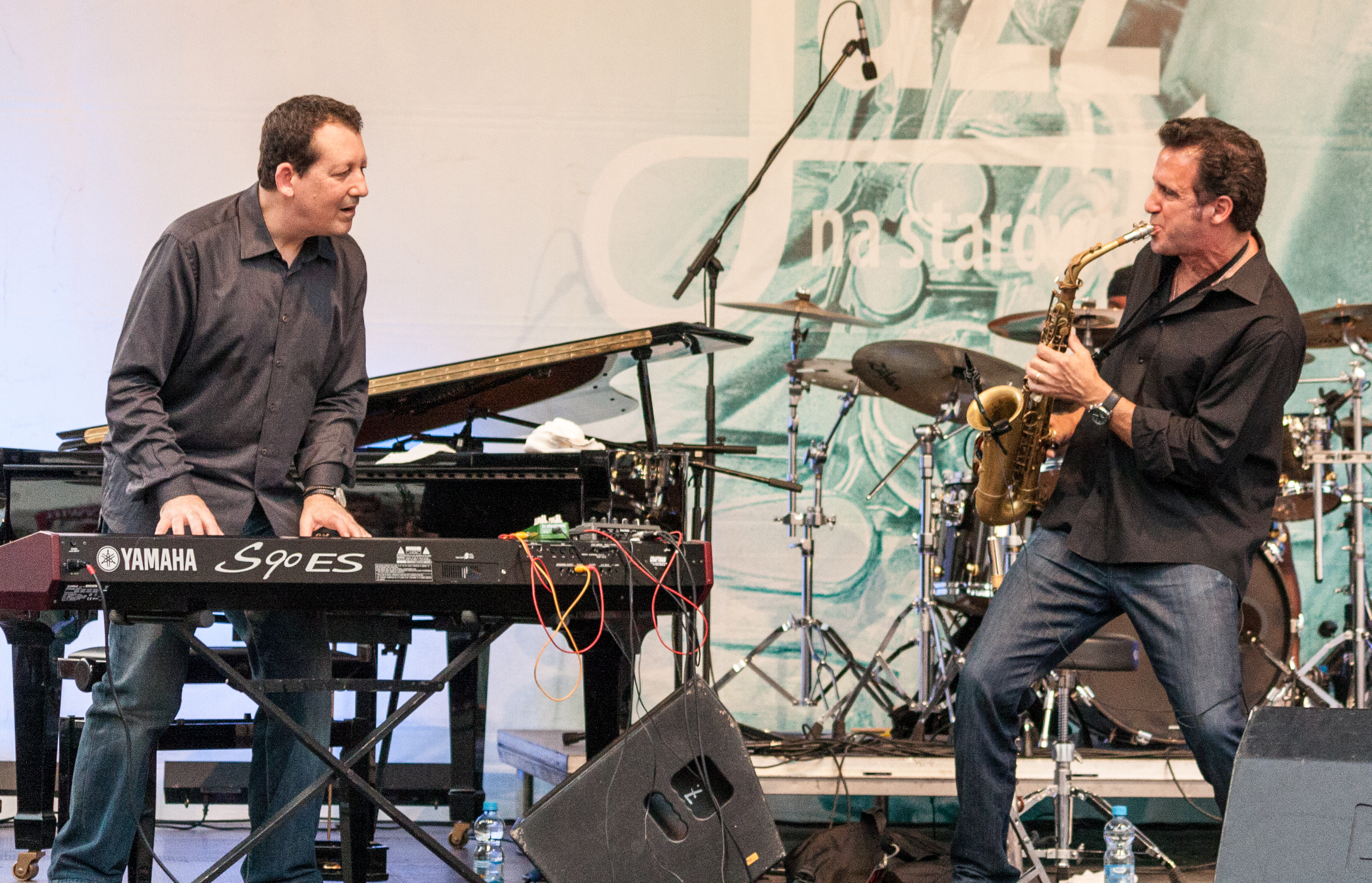
Jeff Lorber y Eric Marienthal, en Varsovia, Polonia. 2012

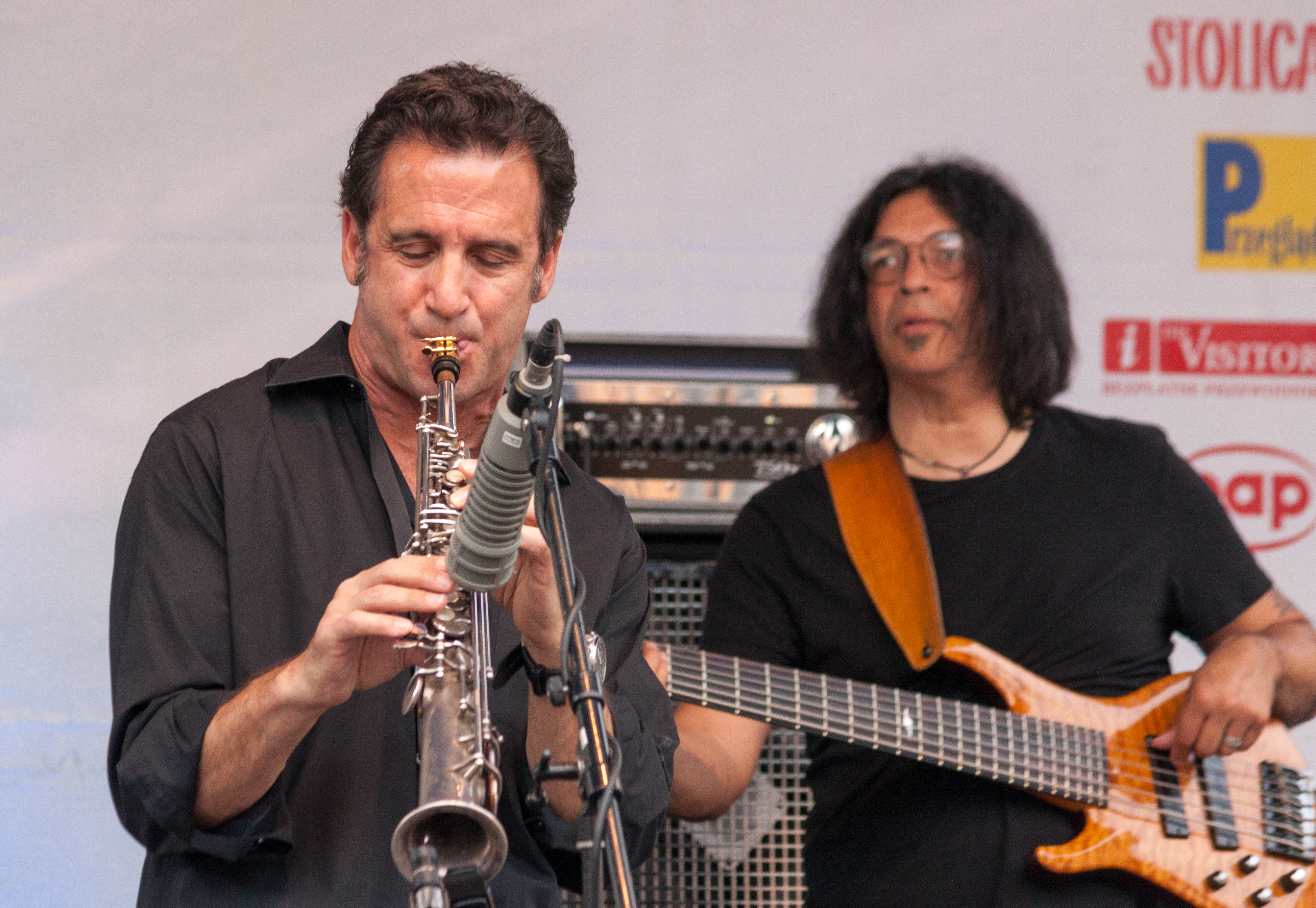
Eric Marienthal y Jimmy Haslip, con Jeff Lorber - Varsovia, Polonia. 2012

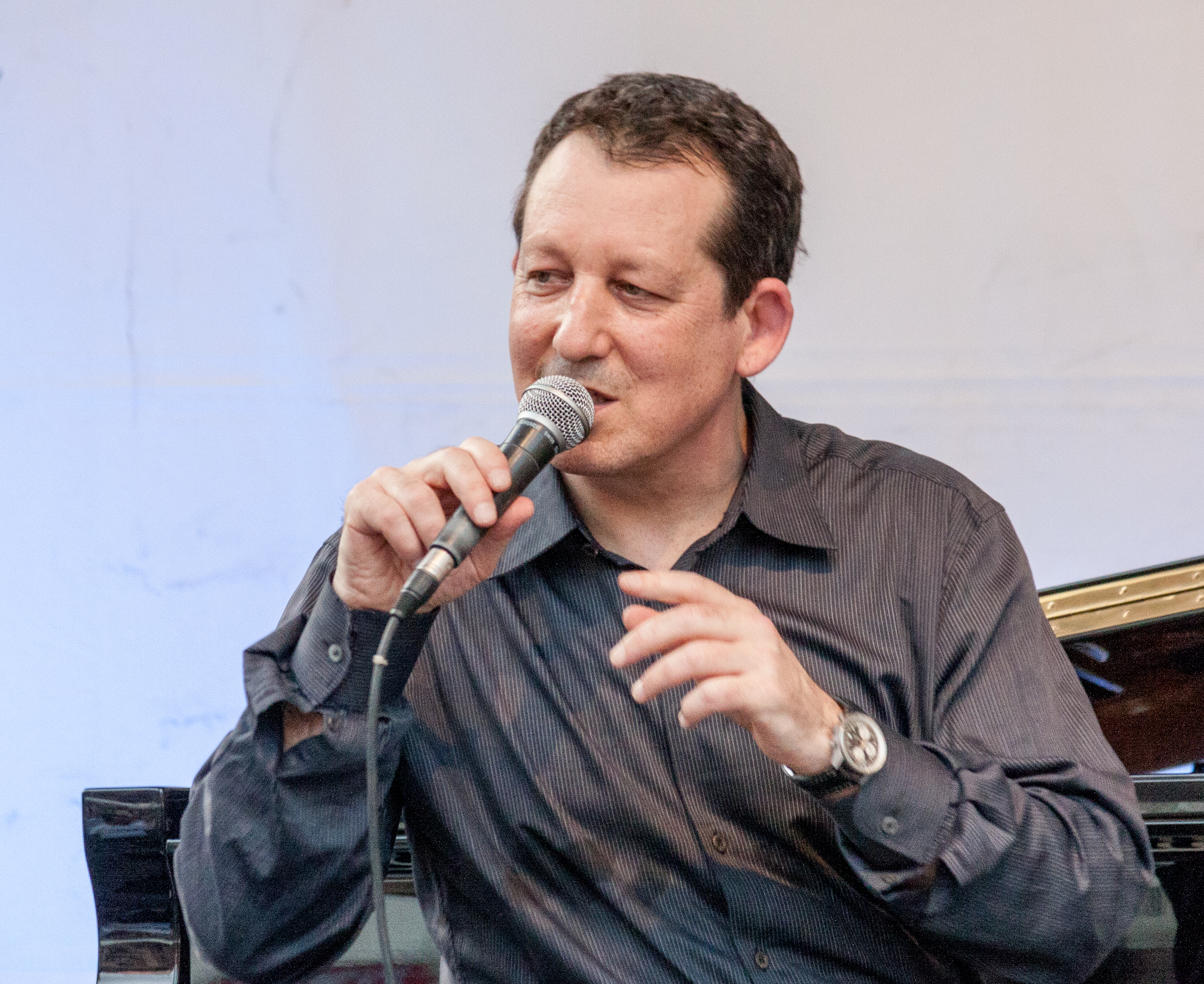
Jeff Lorber en Varsovia, Polonia. 2012

Jeff Lorber es un teclista estadounidense de jazz fusion y smooth jazz. 

## Biografía
Nacido en Filadelfia, en 1952, Jeff Lorber comenzó a tocar el piano con tan sólo cuatro años. Ya en su adolescencia, Lorber formó parte de diversas bandas de r&b, pero con su ingreso en la prestigiosa Berklee College of Music, sus gustos se van reorientando hacia el universo del jazz. Tras su paso por el college se establece en Portland, donde establece contacto con una serie de músicos con los que forma the Jeff Lorber Fusion, una banda que edita su álbum debut en 1977 y que se sitúa como una de las bandas más importantes de la escena del jazz fusion.
En 1982, la publicación de su It's a Fact, su primer álbum en solitario, pone fin a la carrera de the Jeff Lorber Fusion. En 1986, tras la edición de su Private Passion, Lorber abandona temporalmente su faceta creadora para centrarse en el trabajo como músico de sesión y para colaborar con otros artistas. En 1991 retoma su carrera con Worth Waiting For, y desde entonces el músico ha ido editando periódicamente sus trabajos en sellos como Narada (Philly Style, Flip Side), Blue Note (He Had a Hat), o Peak (Heard That).

## Estilo y valoración
Con un sonido suave y sofisticado que integra elementos del funk, del r&b, del rock o del jazz fusion, Jeff Lorber es uno de los pioneros de un subgénero del jazz fusion que sería conocido posteriormente bajo la denominación de "Jazz contemporáneo" o NAC. Su banda, the Jeff Lorber Fusion, se estableció entre las más importantes de su época, efectuando cientos de conciertos, y siendo nominado a un premio Grammy por el hit Pacific Coast Highway.

## Discografía

### En solitario
- It's a Fact (1982, Arista)
- In the Heat of the Night (1984, Arista)
- Lift Off (1984, Arista)
- Step by Step (1984, Arista)
- Private Passion (1986, Warner Bros.)
- Worth Waiting For (1993, Verve Forecast)
- West Side Stories (1994, Verve Forecast)
- State of Grace (1996, Verve Forecast)
- Midnight (1998, Zebra)
- Kickin' It (2001, Samson)
- Philly Style (2003, Narada Jazz)
- Flipside (2005, Narada Jazz)
- He Had a Hat (2007, Blue Note) (con Randy Brecker, Hubert Laws y Blood, Sweat & Tears. Producido por Bobby Colomby)
- Heard That (2010, Peak)

### Con The Jeff Lorber Fusion
- The Jeff Lorber Fusion (1977, Inner City)
- Soft Space (1978, Inner City)
- Water Sign (1979, Arista)
- Wizard Island (1980, Arista)
- Galaxian (1981, Arista)
- Now Is The Time (2010, Heads Up)
- Galaxy (2011, Heads Up)
- Hacienda (2013, Heads Up)

### Recopilatorios
- Lift Off (1984, Arista)
- The Definitive Collection (2000, Arista)
- The Very Best of Jeff Lorber (2002, GRP/Verve)